# Jana Schölermann

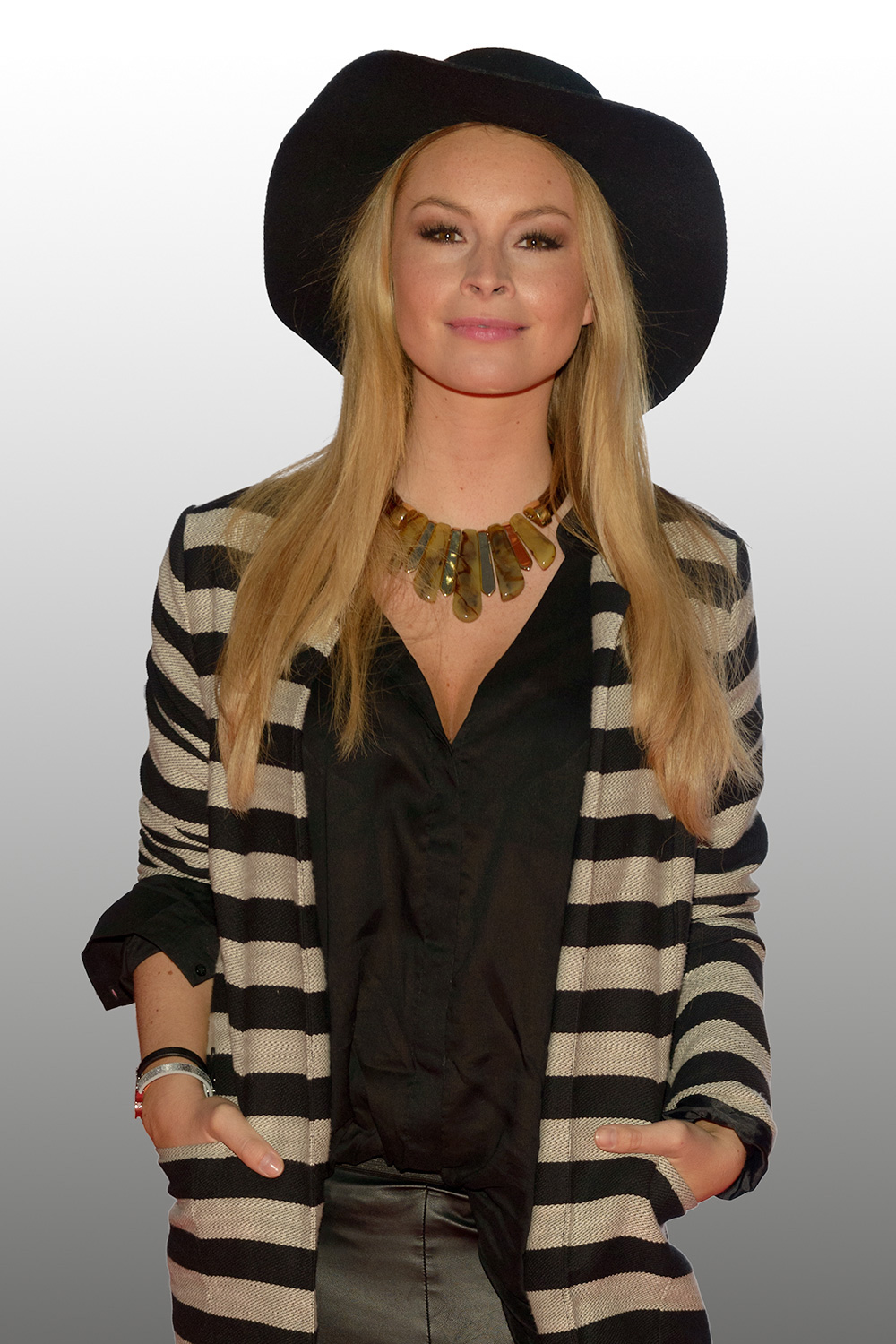
Jana Schölermann (2015)

Jana Julie Schölermann (* 16. Mai 1987 in München; geb. Kilka) ist eine deutsche Schauspielerin, Synchronsprecherin und Moderatorin.

## Leben und Karriere
Sie hatte mit sechs Jahren eine Hauptrolle in einer Folge der Familienserie Happy Holiday. Von 1992 bis 1994 nahm sie Klavierunterricht. 1993 hatte sie ihre erste kleine Synchronisationsrolle. In den 2000er Jahren nahm sie Tanzunterricht und war von 2001 bis 2005 Schauspielschülerin am Prinzregententheater in München. Sie sprach Megan Parker in dem Film Fröhliche Weihnachten, Drake & Josh. Außerdem synchronisierte sie Rachel Hurd-Wood in Das Parfum – Die Geschichte eines Mörders. Auch in The House on the Left und etlichen anderen ist ihre Stimme zu hören. In der Anime-Serie Pokémon sowie einigen Kino-Filmen war sie von 2008 bis 2013 in der Rolle der Lucia zu hören. Daneben hatte sie kleinere Rollen als Schauspielerin im Fernsehen und Film.

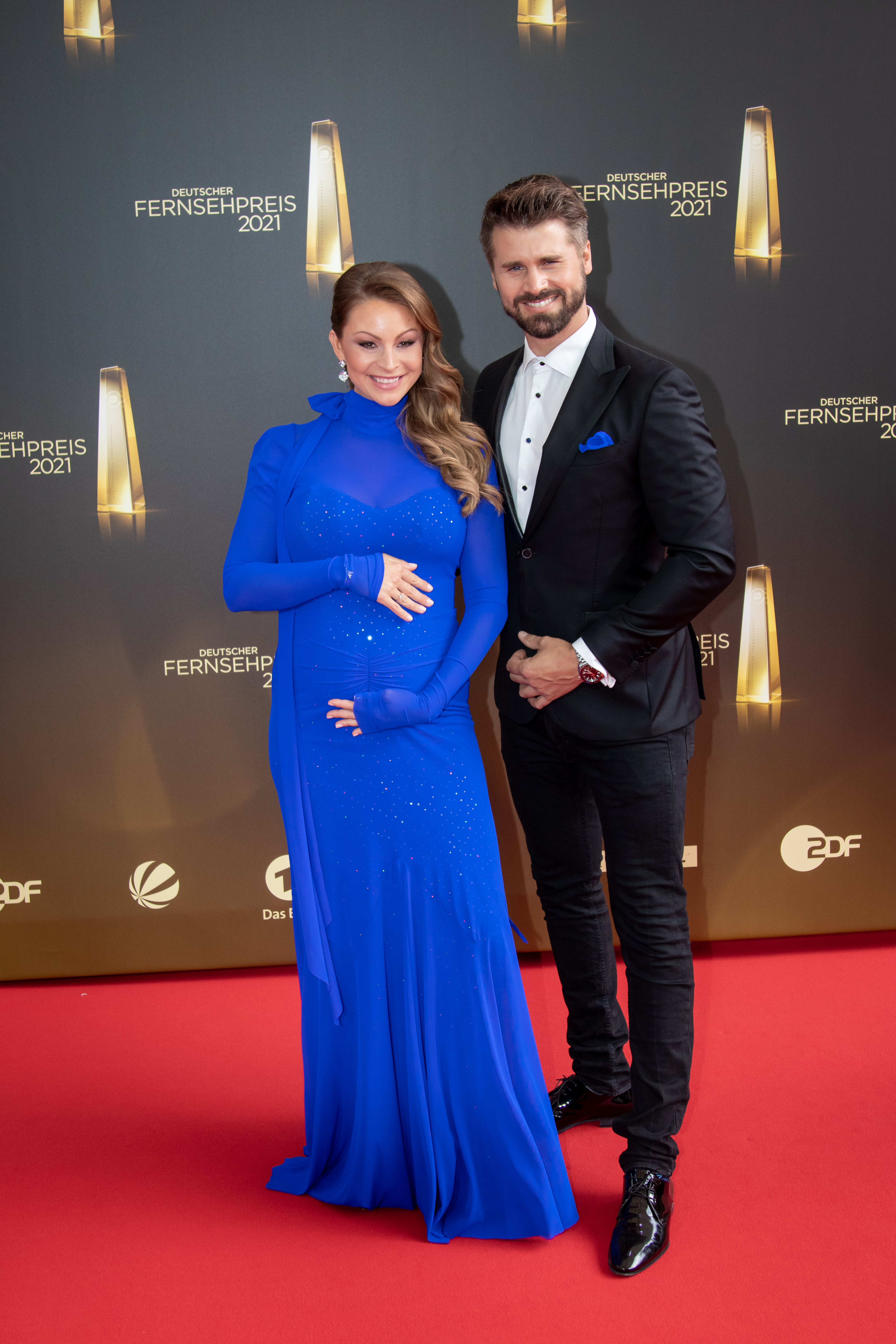
Jana und Thore Schölermann
(September 2021)

Von Januar 2010 bis September 2014 war Jana Schölermann als Jessica Stiehl in der ARD-Vorabendserie Verbotene Liebe zu sehen. Ebenfalls im Jahr 2010 war sie in der 3. Staffel der RTL-Comedy-Sendung Böse Mädchen als Lockvogel zu sehen.
Seit 2018 moderiert sie gemeinsam mit Thore Schölermann die ProSieben-Sendung Get the F*ck out of my House. 2020 spielte sie in der RTL-Serie Nachtschwestern die Hauptrolle Nadine Thielemann.

## Privates
Im September 2019 heiratete sie ihren Schauspielkollegen Thore Schölermann, den sie am Set von Verbotene Liebe kennengelernt hatte. Im Dezember 2021 wurden sie Eltern einer Tochter und im Juni 2024 Eltern eines Sohnes.

## Filmografie (Auswahl)

### Film
- 1997: Dizzy, lieber Dizzy
- 1999: Haltet sie auf (Kurzfilm)

### Fernsehen
- 1993: Happy Holiday – Die Autopanne
- 1995: Der Fahnder – Hinter Gittern
- 1997: Ehebruch – Eine teuflische Falle
- 1997: Derrick – Hölle im Kopf
- 1997–2000: Dr. Stefan Frank – Der Arzt, dem die Frauen vertrauen
- 1998: Solange es die Liebe gibt
- 2000: Rosamunde Pilcher – Zerrissene Herzen
- 2010–2014: Verbotene Liebe
- 2010: Böse Mädchen (Gastauftritte)
- 2015: SOKO Köln – Nackte Tatsachen
- 2017: Die Hochzeitsverplaner (Fernsehfilm)
- 2018: SOKO Wismar: Bauernopfer
- 2018: SOKO München: Ausgedient
- 2018–2019: Get the F*ck out of my House (Moderation)
- 2019: SOKO Stuttgart – Der Pechvogel
- 2019: Wer weiß denn sowas? (Kandidatin)
- 2020: Nachtschwestern
- 2020: Buchstaben Battle (Kandidatin)
- 2020: Die Rosenheim-Cops – Gastrolle in „Der Tote im Gefrierfach“ (Staffel 20, Folge 7)
- 2021: Pokerface – nicht lachen! (Kandidatin)
- 2022: Mein Mann kann

### Synchronisationen (Auswahl)
- 1999: The Sixth Sense – für Mischa Barton (als Kyra Collins)
- 2001: Lara Croft: Tomb Raider – für Rachel Appleton (als junge Lara Croft)
- 2004: Bekenntnisse einer Highschool-Diva – für Megan Fox (als Carla Santini)
- 2005–2006: Zoey 101 – für Kristin Herrera (als Dana Cruz)
- 2005: Der Fluch der Betsy Bell – für Rachel Hurd-Wood (als Betsy Bell)
- 2008–2010: Doctor Who – für Freema Agyeman (als Martha Jones)
- 2006: Meine peinlichen Eltern – für Dajana Cahill (als Layla)
- 2006: Das Parfum – Die Geschichte eines Mörders – für Rachel Hurd-Wood (als Laure Richis)
- 2008–2013: Pokémon (Serie + Filme) – für Megumi Toyoguchi (als Lucia)
- 2008: Camp Rock – für Anna Maria Perez de Taglé (als Ella)
- 2009: The House on the Left – für Martha MacIsaac (als Paige)
- 2010: Camp Rock 2: The Final Jam – für Anna Maria Perez de Taglé (als Ella)
- 2015: Cowboys vs. Dinosaurs – für Sara Malakul Lane (als Dr. Sinclair)
- 2015: Food Wars! Shokugeki no Soma – für Risa Taneda (als Erina Nakiri)
- 2015: Rakudai Kishi no Cavalry – für Shizuka Ishigami (als Stella Vermillion)
- 2019: Drei Tage und ein Leben – für Margot Bancilhon (als Jana)
- 2019–2021: Fast & Furious Spy Racers – für Camille Ramsey (als Layla)